# Gaetano Gravina di Santa Elisabetta
Gaetano Gravina di Santa Elisabetta (Caltagirone, 18 agosto 1826 – Palermo, 1º maggio 1900) è stato un politico italiano.
Fu senatore del Regno d'Italia nella XV legislatura.